# Parc Meridian Hill
Le parc Meridian Hill (ou Meridian Hill Park) est un parc urbain situé dans le quartier de Columbia Heights et adjacent au quartier voisin d'Adams Morgan à Washington. Le parc a été conçu et construit entre 1912 et 1940. Les 12 acres (49 000 m2) du site sont aménagés et entretenus par le Service des parcs nationaux. Le parc se trouve sur une colline au nord de la Maison-Blanche. Le parc a également été officieusement connu sous le nom "Malcolm X Park" par certains habitants de la ville.
Un élément central du parc Meridian Hill est la fontaine dont l'eau s'écoule en cascade dans un ensemble de bassins disposés en escalier. Cette œuvre appelée Cascading Waterfall (en) (chute d'eau en cascade) est une réalisation de John Joseph Earley (en). 
Le plan original du parc a été conçu par Burnap et Peaslee pour représenter un jardin à l'italienne. Des allées à motifs en béton sont bordées de bancs et d'urnes. L'aménagement paysager moderne a été conçu par les architectes paysagistes Vitale, Brinckerhoff et Geiffert de New York. Dans le passé, les jardins de cette envergure étaient généralement réservés aux aristocrates ce qui n'est pas le cas du parc Meridian Hill, accessible à tous.

## Statues
Comme dans la plupart des parcs de Washington, on y retrouve un certain nombre de sculptures et dont certaines se rattachent à la statutaire. On peut ainsi y observer une statue équestre de Jeanne d'Arc, un cadeau des "Dames de France en exil à New York" en 1922. Il s'agit d'une copie en bronze d'une statue réalisée en 1889 par Paul Dubois, l'original se trouvant à la cathédrale de Reims en France. La statue du poète italien Dante Alighieri vêtu de la robe d'un savant, une sculpture en bronze réalisée par Ettore Ximenes. Le mémorial de James Buchanan, le 15e président des États-Unis, sculpté par Hans Schuler (en) et inauguré en 1930 est aujourd'hui le seul mémorial à Washington à rendre hommage à cet ancien président américain ou encore la sculpture nommée Serenity par le sculpteur Josep Clarà, dédiée à la mémoire du lieutenant-commandant William Henry Scheutze.